# Tarnowskie Góry Lasowice
Tarnowskie Góry Lasowice, Lasowice – dawny przystanek Górnośląskich Kolei Wąskotorowych w Tarnowskich Górach, w dzielnicy Lasowice, przy ulicy Fabrycznej; posterunek odgałęźny, który prowadził do stacji Strzybnica Wąskotorowa.